# Nos cérémonies
Nos cérémonies és una pel·lícula francesa dirigida per Simon Rieth i estrenada el 2022.

## Argument
Deu anys després d'un accident que va canviar les seves vides, dos germans, Tony i Noé, tornen a Royan al lloc de l'accident, on s'hi troben Cassandre, el seu amor d'infantesa.

## Repartiment
- Raymond Baur : Noé
- Simon Baur : Tony
- Maïra Villena : Cassandre
- Ymane Désert : Margot
- Benjamin Lu : Noé nen
- Grégory Lu : Tony nen
- Sarah Zapata : Cassandre nena

## Distincions i seleccions

### Nominacions
- 75è Festival Internacional de Cinema de Canes : competició Setmana de la Crítica[3]
- Champs-Élysées Film Festival 2022 : competició
- Festival Internacional de Cinema Fantàstic de Gérardmer 2023: fora de competició

### Premis
- Festival Internacional de Cinema Fantàstic de Neuchâtel 2022: Premi "Narcís a la millor pel·lícula" H. R. Giger[4]

## Taquilla
- França :  7.891 entrades.[5]